# 黒木為義
黒木 為義（くろき ためよし、1918年〈大正7年〉9月17日 - 1983年〈昭和58年〉10月20日）は、大日本帝国陸軍の軍人、戦闘機操縦者でエース・パイロット。最終階級は陸軍中尉。

## 経歴
1918年（大正7年）9月17日、宮崎県に生まれる。1936年（昭和11年）2月、陸軍少年飛行兵第3期生として熊谷陸軍飛行学校に入校する。翌1937年（昭和12年）11月の卒業後、引き続き明野陸軍飛行学校で戦闘機の操縦教育を受けた。1938年（昭和13年）3月、満州・海浪の飛行第16連隊に配属され、同年9月に第16連隊を母体に新編された飛行第33戦隊へ転属した
。
1939年（昭和14年）5月にノモンハン事件が勃発した時、第33戦隊は杏樹に駐屯して錬成中だったが、九五式戦闘機装備のために出動が遅れた。戦隊に出動命令が下ったのは航空戦末期となった8月26日で、翌日戦隊は満蒙国境へ前進した。弱冠20歳の黒木軍曹は、石川正第1中隊長の僚機として出撃した。9月5日、ハルハ河上空で爆撃機直掩中のソ連戦闘機群と交戦、第1中隊は上空から包囲された。黒木は初陣ながらも乱戦の中で3機を撃墜したが、自身も被弾負傷した。彼のノモンハンでの空戦はこの1回だけに留まり、9月15日の停戦を迎えて、9月末に原駐地の杏樹へ帰還した。
1942年（昭和17年）9月、飛行第33戦隊は南支へ派遣されたが、黒木曹長は内地に帰還し陸軍航空士官学校に入校した。翌1943年（昭和18年）8月に卒業して少尉に任官、武昌に駐屯していた原隊に復帰した。9月、夏季航空撃滅戦・第3期作戦で広東、ハノイ地区へ移動して防空戦に従事した。その後、第33戦隊は中国戦線を去り、スマトラのパレンバンの防空任務を経て、11月にビルマに転戦した。12月5日の陸海軍合同によるカルカッタ初攻撃では、帰途にイギリス空軍戦闘機1機を撃墜したが、その後奇襲されて乗機（一式戦闘機）の燃料タンクと脚に被弾した。ガソリンが噴出したので自爆を決意し一度は引き返したが、発火しなかった。着陸の際に機体は大破したが、自身は辛うじて生還することができた。
1944年（昭和19年）2月、戦隊はニューギニア戦線への転進を命じられた。黒木はブーツ、ホーランジアを中心とした航空戦に参加して戦果を重ねた。しかし、3月30日のホランジア空襲で飛行機はほとんど破壊されたため、まもなくフィリピンへの後退が命じられた。4月17日、生き残りの操縦者7名が残存機に分乗し、黒木は損傷した愛機に列機の山登軍曹を同乗させて敵上陸直前のホーランジアを脱出、ビアク島、セレベス島を経由してマニラへ後退した。
6月に入り、飛行第33戦隊はパレンバンの残置部隊や戦隊長以下7名の空中勤務者を中心に再建され、南スマトラのゲルンバン基地で錬成を進めた。10月26日、第33戦隊は捷一号作戦参加を命じられフィリピンへ転進したが、黒木は病気入院で残留し、留守隊で錬成に当たった。1945年（昭和20年）春、黒木は中尉に進級し、七生翔顕隊（特別攻撃隊）に所属した。しかし、突入の機会はなくメダンで終戦を迎えた。黒木の空戦生活は6年に達し、総撃墜数は16機で飛行第33戦隊を代表するエースであった。